# 園田フレンドリーカップ
園田フレンドリーカップ（そのだふれんどりーかっぷ）は園田競馬場で開催された兵庫県競馬組合の重賞競走。
2003年に創設され、第2回までは1400メートルで施行されていたが、2004年秋に園田競馬場で1230メートルでの競走開催が始まり、翌2005年からは当競走も1230メートルに短縮された。この距離では唯一の重賞競走であり、短距離、スプリント戦といいながら競馬場の規模から1400メートルの競走が多い地方競馬においては、数少ないスプリント競走であった。斤量は牡馬56kg、牝馬54kg。2011年からは園田FCスプリントとして距離820メートルに変更し回次も新たに第1回として開催されることになった。これに伴い園田フレンドリーカップは2010年限りで廃止。

## 歴代優勝馬
| 回数  | 施行年        | 優勝馬             | 性齢 | 所属   | 馬場 | タイム           | 優勝騎手 | 管理調教師 | 1着賞金 |
| ----- | ------------- | ------------------ | ---- | ------ | ---- | ---------------- | -------- | ---------- | ------- |
| 第1回 | 2003年5月28日 | キウィダンス       | 牝4  | 名古屋 | 良   | 1:28.0           | 安藤光彰 | 角田輝也   | 600万円 |
| 第2回 | 2004年6月2日  | キウィダンス       | 牝5  | 名古屋 | 良   | 1:28.4           | 岡部誠   | 角田輝也   | 600万円 |
| 第3回 | 2005年6月2日  | シンドバッド       | 牡5  | 園田   | 重   | 1:16.0(レコード) | 岩田康誠 | 曾和直榮   | 400万円 |
| 第4回 | 2006年5月31日 | ケイアイダンシング | 牡4  | 名古屋 | 良   | 1:18.0           | 岡部誠   | 錦見勇夫   | 300万円 |
| 第5回 | 2007年5月31日 | ベストタイザン     | 牡5  | 園田   | 稍重 | 1:18.2           | 下原理   | 斎藤裕     | 300万円 |
| 第6回 | 2008年5月29日 | ベストタイザン     | 牡6  | 園田   | 不良 | 1:15.5(レコード) | 下原理   | 斎藤裕     | 300万円 |
| 第7回 | 2009年7月1日  | アルドラゴン       | 牡8  | 園田   | 重   | 1:15.8           | 木村健   | 田中範雄   | 300万円 |
| 第8回 | 2010年7月1日  | アルドラゴン       | 牡9  | 園田   | 良   | 1:18.4           | 下原理   | 田中範雄   | 250万円 |